# Веселий Кут (Володимирівська сільська громада)
Веселий Кут — село в Україні, у Володимирівській сільській громаді Баштанського району Миколаївської області. Населення становить 3 особи.

## Населення

### Мова
Розподіл населення за рідною мовою за даними перепису 2001 року:
| Мова       | Відсоток |
| ---------- | -------- |
| українська | 66,67%   |
| російська  | 33,33%   |